# Jean-Gustave Courcelle-Seneuil
Jean Gustave Courcelle-Seneuil [ʒɑ̃ ɡusˈtav kuʁˈsɛl səˈnœj] (* 22. Dezember 1813 in Vauxais bei Seneuil (Dordogne); † 29. Juni 1892 ebenda) war ein französischer Professor für Wirtschaftswissenschaften, Journalist und Unternehmer. Er war Direktor im französischen Finanzministerium und Staatsrat.

## Leben
Jean-Gustave Courcelle-Seneuil wurde am 22. Dezember 1813 im kleinen Dorf Vauxais bei Seneuil in der Dordogne östlich von Bordeaux geboren. Er war Professor für Wirtschaftswissenschaften des 19. Jahrhunderts und gilt als einer der Wegbereiter der modernen Betriebswirtschaftslehre. Er war von 1853 bis 1863 Professor für Wirtschaftswissenschaften in Santiago de Chile. Zurück in Frankreich wurde er 1879 Staatsrat und 1882 als Mitglied in der Academie des Sciences morales et politiques aufgenommen. Er verfasste zahlreiche wissenschaftliche Aufsätze und Bücher im Bereich der Wirtschafts-, Rechts- und Sozialwissenschaften. Sein wichtigstes Werk ist das 1856 erschienene Buch Manuel des Affaires ou Traite theorique et practique des Enterprises industrielles, commerciales et agricoles. 1868 erschien das Buch in der deutschen Übersetzung mit dem Titel Theorie und Praxis des Geschäftsbetriebs in Ackerbau, Gewerbe und Handel. Es gilt zusammen mit den Werken von Arwed Emminghaus und Arnold Lindwurm als Wegbereiter zur modernen Betriebswirtschaftslehre.

## Schriften
Courcelle-Seneuil war Autor zahlreicher Schriften, Bücher und Artikel. In deutscher Sprache erschienen u.a:
- Praxis des Geschäftsbetriebs in Ackerbau, Gewerbe und Handel, Stuttgart 1868 Digitalisat